# Andrea Veggio
Andrea Veggio (Manerba del Garda, 28 agosto 1923 – Negrar di Valpolicella, 6 giugno 2020) è stato un vescovo cattolico italiano.

## Biografia
Nacque a Manerba del Garda, in provincia di Brescia e diocesi di Verona, il 28 agosto 1923.

### Formazione e ministero sacerdotale
Compì gli studi per il sacerdozio nel seminario vescovile di Verona.
Il 29 giugno 1947 fu ordinato presbitero per la diocesi di Verona dal vescovo Girolamo Cardinale.
Dopo l'ordinazione fu destinato alla parrocchia di Dossobuono come curato. Nel 1950 venne inviato come assistente del collegio vescovile, ma l'anno successivo fu chiamato in seminario come vicerettore fino al 1954, anno in cui venne nominato direttore spirituale del seminario di Roverè. Mantenne l'incarico fino al 1956, quando tornò a fare il vicerettore nel seminario maggiore.
Nel 1959 fu nominato dal vescovo Giuseppe Carraro arciprete-abate di Isola della Scala, dove restò fino al 1964. Nel frattempo, nel 1962, fu nominato anche canonico onorario del capitolo della cattedrale. Dal 1964 al 1972 fu rettore del seminario vescovile e degli istituti diocesani di formazione ecclesiastica.
Nel 1972 venne nominato pro-vicario generale della diocesi di Verona, per poi divenirne vicario generale nel 1976.

### Ministero episcopale
Il 1º agosto 1983 papa Giovanni Paolo II lo nominò vescovo ausiliare di Verona e vescovo titolare di Velia. L'8 settembre successivo ricevette l'ordinazione episcopale, nella cattedrale di Santa Maria Matricolare in Verona, dal vescovo Giuseppe Amari, coconsacranti l'arcivescovo Andrea Pangrazio e il vescovo Maffeo Giovanni Ducoli.
Dal 18 settembre 1997 al 3 ottobre 1998, tra l'episcopato di Attilio Nicora e quello di Flavio Roberto Carraro, ricoprì l'incarico di amministratore apostolico della diocesi di Verona.
L'8 settembre 2001 papa Giovanni Paolo II accolse la sua rinuncia all'ufficio di vescovo ausiliare, presentata per raggiunti limiti di età e si trasferì alla casa del clero di Verona.
Morì il 6 giugno 2020 presso la Casa del clero di Negrar. Alla celebrazione esequiale, presieduta il 9 giugno dal vescovo di Verona Giuseppe Zenti, presero parte anche il vescovo di Concordia-Pordenone Giuseppe Pellegrini, veronese, insieme all'emerito Ovidio Poletto, l'arcivescovo di Trento Lauro Tisi, il vescovo di Bolzano-Bressanone Ivo Muser e l'arcivescovo Rino Passigato, anche lui veronese, già nunzio apostolico in Portogallo. Il suo corpo è sepolto presso la Cripta dei Vescovi della cattedrale di Verona.

## Genealogia episcopale
La genealogia episcopale è:
- Cardinale Scipione Rebiba
- Cardinale Giulio Antonio Santori
- Cardinale Girolamo Bernerio, O.P.
- Arcivescovo Galeazzo Sanvitale
- Cardinale Ludovico Ludovisi
- Cardinale Luigi Caetani
- Cardinale Ulderico Carpegna
- Cardinale Paluzzo Paluzzi Altieri degli Albertoni
- Papa Benedetto XIII
- Papa Benedetto XIV
- Cardinale Enrico Enriquez
- Arcivescovo Manuel Quintano Bonifaz
- Cardinale Buenaventura Córdoba Espinosa de la Cerda
- Cardinale Giuseppe Maria Doria Pamphilj
- Papa Pio VIII
- Papa Pio IX
- Cardinale Raffaele Monaco La Valletta
- Cardinale Francesco Satolli
- Arcivescovo Giacinto Gaggia
- Arcivescovo Egisto Domenico Melchiori
- Vescovo Carlo Ferrari
- Vescovo Giuseppe Amari
- Vescovo Andrea Veggio